# Dasyatis hastata
Dasyatis hastata (лат.) — вид рода хвостоколов из семейства хвостоко́ловых отряда хвостоколообразных надотряда скатов. Они обитают в умеренных водах Атлантического океана. Максимальная зарегистрированная длина 104 см. Грудные плавники этих скатов срастаются с головой, образуя ромбовидный диск. Хвост длиннее диска. Подобно прочим хвостоколообразным Dasyatis hastata размножаются яйцеживорождением. Эмбрионы развиваются в утробе матери, питаясь желтком и гистотрофом. Не являются объектом целевого промысла.

## Таксономия и филогенез
Впервые Dasyatis hastata был научно описан в 1842 году. Видовой эпитет происходит от слова лат. hastata — «копьевидный». Некоторые авторы считают этот вид синонимом северного колючего хвостокола.

## Описание
Грудные плавники этих скатов срастаются с головой, образуя ромбовидный диск. Рыло притуплённое. Позади глаз имеются брызгальца. На вентральной поверхности диска расположены 5 жаберных щелей, рот и ноздри. Между ноздрями пролегает лоскут кожи с бахромчатым нижним краем. Рот изогнут в виде дуги. Зубы выстроены в шахматном порядке и образуют плоскую поверхность. Широкие брюшные плавники закруглены. Хвост в виде кнута длиннее диска. Как и у других хвостоколов, на дорсальной поверхности в центральной части хвостового стебля расположен зазубренный шип, соединённый протоками с ядовитой железой. Периодически шип обламывается и на его месте вырастает новый. Окраска дорсальной поверхности диска зелёного цвета с многочисленными, сливающимися друг с другом золотистыми пятнами. Максимальная зарегистрированная длина 104 см.

## Биология
Подобно прочим хвостоколообразным Dasyatis hastata относится к яйцеживородящим рыбам. Эмбрионы развиваются в утробе матери, питаясь желтком и гистотрофом.